# SMS Aspern
O SMS Aspern foi um cruzador protegido operado pela Marinha Austro-Húngara e a segunda embarcação da Classe Zenta, depois do SMS Zenta e seguido pelo SMS Szigetvár. Sua construção começou no Arsenal Naval de Pola em outubro de 1897 e foi lançado ao mar em maio de 1899, sendo comissionado na frota austro-húngara em maio do ano seguinte. Era armado com oito canhões de 120 milímetros, possuía um deslocamento de pouco mais de duas mil toneladas e meia e conseguia alcançar uma velocidade máxima de vinte nós (37 quilômetros por hora).
O Aspern foi enviado para a China pouco depois de entrar em serviço a fim de auxiliar na subjugação do Levante dos Boxers; os confrontos já tinham praticamente acabado e ele permaneceu no local até 1902, porém retornou no final do ano seguinte e ficou lá até 1904. Foi enviado como o representante austro-húngaro para a Exposição de Jamestown em 1907 nos Estados Unidos, enquanto em 1912 e 1913 realizou operações Mediterrâneo Oriental, primeiro para proteger europeus vivendo no Império Otomano e depois como forma de protesto contra a Primeira Guerra Balcânica.
O navio foi mobilizado no início da Primeira Guerra Mundial em julho de 1914, realizando diversas operações em apoio a outros cruzadores e contratorpedeiros, porém o Aspern nunca chegou a enfrentar inimigos diretamente. Ele bombardeou posições Aliadas em Montenegro no início de 1916 com o objetivo de apoiar um ataque contra o monte Lovćen. A embarcação foi tirada do serviço em março de 1918, desarmada e transformada em alojamento flutuante. Depois do fim do conflito, o Aspern foi entregue ao Reino Unido como prêmio de guerra e logo desmontado em 1920.

## Características

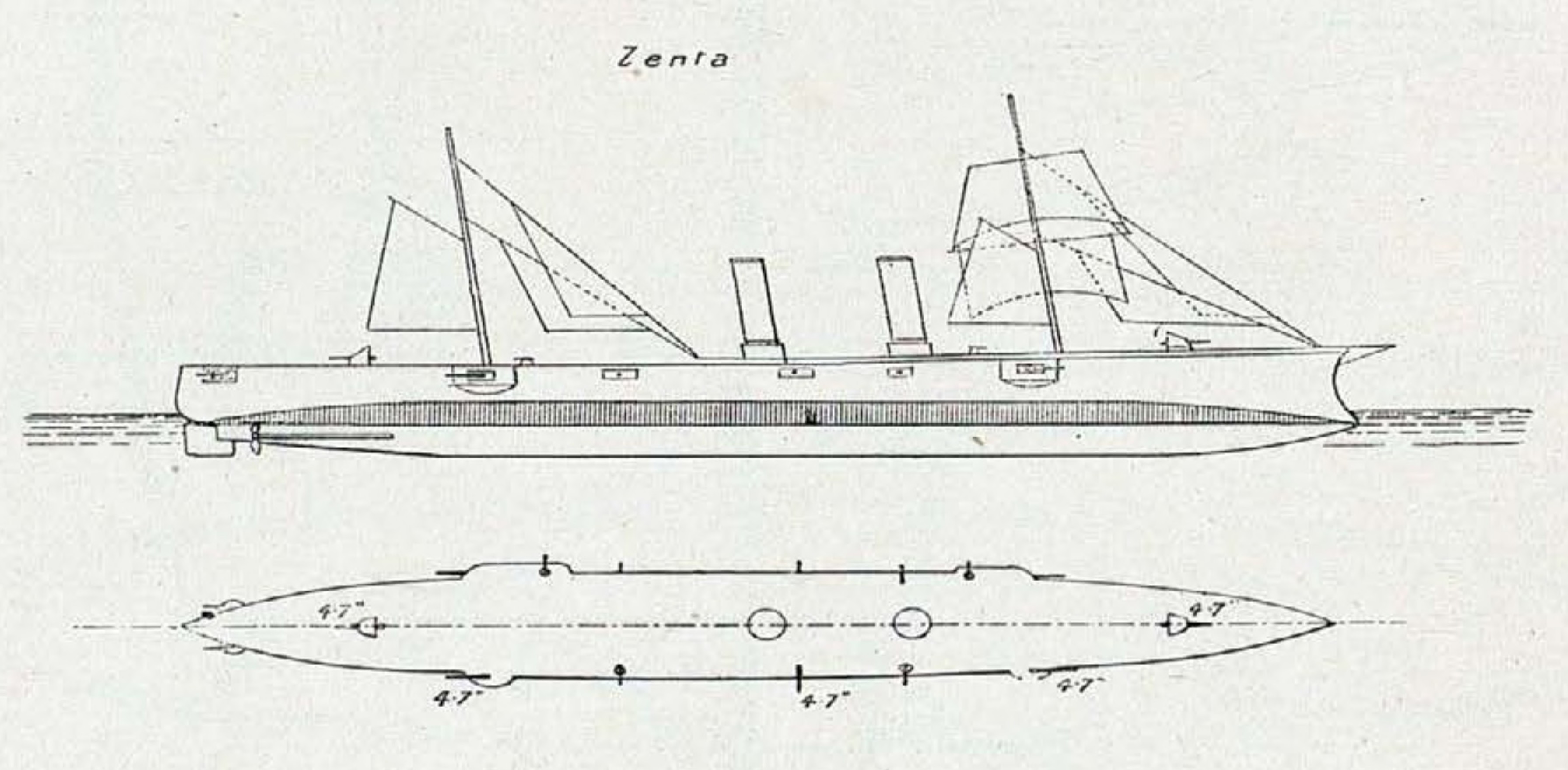
Desenho da Classe Zenta

O Aspern tinha 96,4 metros de comprimento da linha de flutuação e 97,47 metros de comprimento de fora a fora, boca de 11,73 metros e calado de 4,5 metros. Seu deslocamento normal era de 2 456 toneladas, enquanto o deslocamento carregado era de 2 562 toneladas. Sua tripulação era composta por 308 oficiais e marinheiros. O sistema de propulsão tinha dois motores de tripla-expansão, cada um girando uma hélice usando o vapor oriundo de oito caldeiras Yarrow a carvão. Seus motores tinham uma potência indicada de 7,2 mil cavalos-vapor (5,3 mil quilowatts) para uma velocidade máxima de 21 nós (39 quilômetros por hora), mas durante seus testes marítimos alcançou apenas vinte nós (37 quilômetros por hora) a partir de sua potência indicada. O navio carregava carvão suficiente para uma autonomia de 3,8 mil milhas náuticas (5,9 mil quilômetros) a doze nós (22 quilômetros por hora). O cruzador foi equipado com um arranjo de velas bergantim em dois mastros com 585,8 metros quadrados a fim de ampliar sua autonomia.
A bateria principal do Aspern consistia de oito canhões Škoda de disparo rápido calibre 40 de 120 milímetros. Dois ficavam montados no convés superior na proa e popa, enquanto os seis restantes ficavam em casamatas no casco. A bateria secundária tinha oito canhões Škoda calibre 44 de 47 milímetros e dois canhões Hotchkiss calibre 33 de 47 milímetros para defesa contra barcos torpedeiros. Estas armas foram montadas individualmente, com quatro na superestrutura e o resto em casamatas no casco. Também era equipado com duas metralhadoras Salvator-Dormus M1893 de 8 milímetros. Por fim, tinha dois tubos de torpedo de 450 milímetros instalados no casco acima da linha d'água. Os três cruzadores protegidos da Classe Zenta foram os primeiros grandes navios de guerra da Marinha Austro-Húngara a serem equipados com armas produzidas em sua totalidade pela Škoda.
O convés blindado consistia em duas camadas de aço de 12,5 milímetros de espessura na proa e popa, dobrando de espessura a meia-nau com duas camadas de 25 milímetros onde protegiam as salas de máquinas. As casamatas dos canhões principais tinham laterais de 35 milímetros e a torre de comando recebeu duas camadas de 25 milímetros nas laterais. Os canhões de 120 milímetros de proa e popa tinham um escudo de 45 milímetros, mas que não era grande o bastante para proteger os artilheiros.

## História
O batimento de quilha do Aspern ocorreu em 4 de outubro de 1897 no Arsenal Naval de Pola sob o nome provisório de "Cruzador B", sendo também designado como Ersatz Helgoland, o substituto de uma antiga sloop-of-war chamada SMS Helgoland. Seu casco completo foi lançado ao mar em 3 de maio de 1899 e os trabalhos de equipagem foram finalizados em 29 de maio de 1900, quando foi comissionado na Marinha Austro-Húngara ao custo de 4,5 milhões de coroas. Foi nomeado em homenagem a Batalha de Aspern-Essling, travada em 1809. O Aspern juntou-se à Esquadra de Verão logo após entrar em serviço para participar das manobras de treinamento anuais, que duraram até 21 de julho. Neste período serviu como a capitânia da III Divisão, liderando uma flotilha de barcos torpedeiros. Esteve presente em julho para uma visita de uma esquadra da Marinha Real Britânica a Trieste. Os navios da III Divisão também estiveram presentes em 9 de setembro para o lançamento do couraçado pré-dreadnought SMS Habsburg.

### Serviço na China
O Levante dos Boxers tinha estourado na China à essa altura, fazendo a Áustria-Hungria enviar o Aspern junto com o cruzador protegido SMS Kaiserin Elisabeth a fim de fortalecer as forças da Aliança das Oito Nações, que tinha sido formada para derrotar a revolta. Os dois navios deixaram Pola em 24 de julho, passando pelo Canal de Suez e em seguida parando em Adem, no Iêmen, em 4 de agosto. De lá seguiram para Colombo, no Ceilão, e então rumaram para Singapura, onde chegaram em 20 de agosto. O Aspern viajou para o norte até Hong Kong, onde passou vários dias reabastecendo carvão, chegando em Taku em setembro, enquanto o Kaiserin Elisabeth foi para Wusong. O Aspern recebeu a companhia do cruzador blindado SMS Kaiserin und Königin Maria Theresia e de seu irmão SMS Zenta. A embarcação permaneceu no local de 7 de setembro até 20 de novembro, porém nesse momento as lutas já tinham diminuído. O navio então partiu para visitar o Japão, onde permaneceu até dezembro antes de retornar para a China.
O Aspern colidiu de frente com o navio civil britânico SS Macedonia em 8 de fevereiro de 1901 enquanto entrava no porto de Xangai. O Macedonia teve a sorte de não ter sido acertado pelo rostro do Aspern; este ficou com a proa seriamente danificada e seu rostro se soltou. O cruzador foi forçado a entrar em uma doca seca em Pudong a fim de passar por reparos. Mergulhadores conseguiram encontrar o rostro e os trabalhos de reparo ocorreram de 3 de março até 16 de abril. Ele entrou no rio Yangtzé em 28 de maio para um cruzeiro rio acima, retornando no início de junho e passando os quatro meses seguintes patrulhando portos no litoral norte da China. O Aspern visitou Nagasaki, no Japão, no final de outubro para passar por manutenção de 21 de outubro a 21 de novembro, depois ainda ficando em águas japonesas pelo resto do ano.
O cruzador foi chamado de volta para casa no início de 1902, chegando em Hong Kong em 6 de janeiro, navegando em seguida para Singapura. O Aspern foi para Penão, nas Índias Orientais Holandesas, e então viajou para Calcutá, na Índia, onde chegou no dia 27. De lá continuou até Colombo e então atravessou o Canal de Suez no início de março. O Aspern chegou na Áustria-Hungria em 13 de março, parando primeiro em Lesina antes de passar por Trieste dois dias depois, finalmente chegando em Pola no dia 19. O resto do ano transcorreu sem incidentes. De 15 de junho a 4 de setembro de 1903 a embarcação operou junto com a Esquadra de Verão como parte da II Divisão. Ficou em Fiume de 19 a 24 de julho antes de retornar para a esquadra em Trieste entre 14 e 22 de agosto. Pouco depois o navio recebeu ordens de voltar para a China.
O Aspern deixou Pola em 20 de setembro e substituiu em 2 de outubro o cruzador blindado  SMS Kaiser Karl VI como o navio austro-húngaro designado para a Ásia. Chegou em Hong Kong no dia 29 de outubro e passou os meses seguintes visitando vários portos chineses. Em 6 de março de 1904 foi subordinado ao recém chegado Kaiserin Elisabeth. Seu período na China continuou pelo restante do ano, incluindo outra viagem pelo rio Yangtzé em junho e julho. Em outubro foi chamado de volta para casa, partindo de Hong Kong no dia 15 e atravessando o Canal de Suez um mês depois. O Aspern chegou em Pola em 22 de novembro, logo recebendo equipamentos de telegrafia sem fio.

### Serviço Doméstico
O cruzador serviu na Esquadra do Levante de 1º de janeiro a 31 de maio de 1905, patrulhando o Mediterrâneo Oriental. Ele deixou Pola em 1º de fevereiro para uma viagem pelos portos da região, incluindo Pireu na Grécia de 5 a 16 de fevereiro, Salonica no Império Otomano entre 20 de março e 7 de abril, entre outros. O Aspern voltou para Pola em 19 de maio, mas rapidamente partiu para Trieste, onde esteve presente para o lançamento do couraçado pré-dreadnought SMS Erzherzog Ferdinand Max no dia 21. Em seguida entrou em uma doca seca para passar por modificações, que incluíram relocar seu tubo de torpedo da proa mais para trás e a instalação de dois canhões Vickers de 37 milímetros. O navio operou com os couraçados da I Divisão para exercícios que ocorreram e 15 a 20 de junho de 1906. Mais tarde no mesmo ano participou de manobras anfíbias de grande escala realizadas em Gravosa entre 12 a 15 de setembro, que foram observadas pelo arquiduque Francisco Fernando, o herdeiro presuntivo do trono austro-húngaro. Os exercícios terminaram com uma revista da frota próximo de Calamotta. O Aspern depois disso voltou para Pola, onde foi colocado na reserva cinco dias depois.
O Aspern foi recomissionado em 17 de março de 1907 para um cruzeiro até os Estados Unidos na companhia do cruzador blindado SMS Sankt Georg a fim de participarem da Exposição de Jamestown, que marcava o aniversário de trezentos anos do estabelecimento da colônia inglesa de Jamestown. Os dois navios deixaram Pola em 26 de março e pararam em Cagliari, na Sardenha, onde tripulantes que tinham contraído escarlatina desembarcaram. As embarcações prosseguiram para Gibraltar, Funchal na ilha da Madeira e Grassy Bay nas Bermudas, chegando em Hampton Roads, na Virgínia, em 25 de abril. Eles permaneceram no local até 14 de maio, seguindo para o norte até Nova Iorque e então retornando para Hampton Roads. Eles participaram de um revista naval e então seguiram de volta para casa em 15 de junho. Pararam nos Açores no final de junho e então em Argel, na Argélia, chegando em Pola no dia 10 de julho. O Aspern foi designado para a III Divisão como líder de flotilha entre 16 de julho e 15 de setembro.
O cruzador passou 1908 na reserva, sendo reativado em 27 de março de 1909 para substituir o cruzador torpedeiro SMS Panther como o navio estacional em Trieste. Parte de sua tripulação foi enviada em 9 de maio para participar das celebrações dos cem anos da Batalha de Aspern-Essling. O resto do ano transcorreu sem incidentes e seu tempo em Trieste chegou a um fim temporário em 28 de fevereiro de 1910, quando foi designado como líder de flotilha para a Flotilha de Barcos Torpedeiros, substituindo o Kaiser Karl VI. Durante este período o Aspern esteve presente para o lançamento do couraçado pré-dreadnought SMS Zrínyi em 12 de abril em Trieste. Voltou para suas funções anteriores entre 6 de maio e 15 de novembro, quando foi descomissionado para uma grande reforma em seus maquinários de propulsão e substituição parcial de suas caldeiras. Outras modificações incluíram a instalação de um forno para assar pão. Os trabalhos duraram até 1911 e a embarcação permaneceu fora de serviço durante o ano inteiro.
Foi designado para a Esquadra de Reserva no início de 1912. Ele esteve presente em 20 de março em Trieste para cerimônia de lançamento do couraçado dreadnought SMS Tegetthoff. Seis dias depois participou de uma revista naval realizada em Fasana em ocasião da visita do imperador Guilherme II da Alemanha. O Aspern foi colocado na I Divisão de Cruzadores e enviado para o Império Otomano de 15 de maio a 15 de agosto a fim de proteger interesses austro-húngaros durante um período de agitação no país. Mais instabilidade na Síria fez a Marinha Austro-Húngara enviar uma força mais poderosa para uma demonstração naval, composta pelo Aspern, os pré-dreadnoughts Zrínyi, SMS Erzherzog Franz Ferdinand e SMS Radetzky, o cruzador de reconhecimento SMS Admiral Spaun e os contratorpedeiros SMS Uskoke e SMS Wildfang. A frota deixou Pola em 5 de novembro e parou dois dias depois na Baía de Beşik, na entrada de Dardanelos, esperando até o dia 9 por autorização para entrarem nos estreitos e seguirem até Constantinopla. Permaneceram no local até 2 de dezembro, retornando para casa já que mais agitações não ocorreram, chegando em Pola quatro dias depois.
O Aspern voltou para o estaleiro em 1913 a fim de ter novos equipamentos de telegrafia sem fio instalados. Uma frota internacional foi formada durante a Primeira Guerra Balcânica com o objetivo de bloquear Montenegro por sua ocupação do porto de Escodra, na Albânia. O cruzador foi enviado como parte do contingente austro-húngaro, partindo de Pola em 20 de março e chegando em Herceg Novi no dia seguinte. Ele alternou períodos de serviço no bloqueio até o fim da guerra em 30 de maio. A Segunda Guerra Balcânica começou um mês depois e o navio retornou para seus deveres de bloqueio até dezembro, quando retornou para Pola e foi descomissionado no dia 13.

### Primeira Guerra
O navio foi mobilizado no início da Primeira Guerra Mundial em julho de 1914, sendo recomissionado em 31 de julho e realizando breves testes marítimos a partir de 21 de agosto antes de ser designado para integrar a I Divisão de Cruzadores, que na época também tinha o Kaiserin und Königin Maria Theresia, Kaiser Karl VI e Sankt Georg, mais as outras duas embarcações da Classe Zenta, estando todos sob o comando do vice-almirante Paul Fiedler. Eles partiram em 19 de setembro com um grupo de barcos torpedeiros para patrulharem a área próxima de Porozina. O resto do ano transcorreu tranquilamente e em 22 de março de 1915 o Aspern se juntou ao Admiral Spaun e aos cruzadores de reconhecimento SMS Novara e SMS Saida para treinamentos de combate no Estreito de Fasana. Ele então foi para a Baía de Cátaro, de onde partiu no dia 31 com os contratorpedeiros SMS Warasdiner e SMS Turul para uma patrulha que durou até o dia seguinte. O cruzador de reconhecimento SMS Helgoland e vários contratorpedeiros atacaram navios mercantes Aliados em Durazzo, na Albânia, em 29 de dezembro, porém encontraram navios de guerra inimigos na Batalha de Durazzo. O Aspern partiu com o Kaiser Karl VI, Novara, o navio de defesa de costa SMS Budapest e contratorpedeiros para dar cobertura para a retirada, mas não entrou em combate.
O cruzador esteve presente no início de janeiro de 1916 para um ataque contra o monte Lovćen, em Montenegro, proporcionando suporte de artilharia para que o Exército Austro-Húngaro tomasse a montanha entre os dias 8 e 9. O Aspern então bombardeou alvos em Kovači, Popovic e Zagora. O ataque foi bem-sucedido e Lovćen ficou livre de postos Aliados que relatavam os movimentos dos navios austro-húngaros. Isto permitiu que a I Divisão de Cruzadores fosse para mais o sul em Cátaro, onde poderiam atacar embarcações mercantes Aliadas no sul do Mar Adriático com mais facilidade. O navio escoltou dois barcos torpedeiros em 2 de agosto para auxiliarem o Warasdiner e o Wildfang, que tinha travado uma batalha com o cruzador rápido britânico HMS Liverpool, o cruzador protegido italiano Nino Bixio e vários contratorpedeiros e barcos torpedeiros franceses e italianos. A chegada do Aspern e dos barcos torpedeiros fez com que os navios inimigos recuassem, permitindo que os austro-húngaros voltassem para o porto.
O Aspern fez uma procura fracassada pelo u-boot SM U-16 em 21 de outubro depois deste não ter retornado como planejado, enquanto em 19 de novembro deu cobertura para o SM U-64. O navio recebeu um canhão antiaéreo calibre 45 de 66 milímetros em algum momento de 1917. Participou de exercícios na Baía de Topla em 24 de julho de 1917. O Aspern deixou Cátaro em 28 de outubro e chegou em Pola dois dias depois, seguindo para Trieste em 12 de novembro, onde foi visitado pelo imperador Carlos I no dia 19. Voltou para Pola em 13 de março de 1918 com seu irmão SMS Szigetvár. Os dois foram tirados do serviço no dia seguinte para liberar suas tripulações para navios mercantes no Mar Negro. O Aspern foi transformado em um alojamento flutuante para o comando de guerra com minas, apoiado pelo tênder SMS Gamma. Foi descomissionado e desarmado em 15 de março, passando o resto da guerra em Pola. Foi entregue ao Reino Unido como prêmio de guerra após o fim do conflito e desmontado na Itália em 1920.